# Вустермарк
Вустермарк (нем. Wustermark) — община в Германии, в земле Бранденбург.

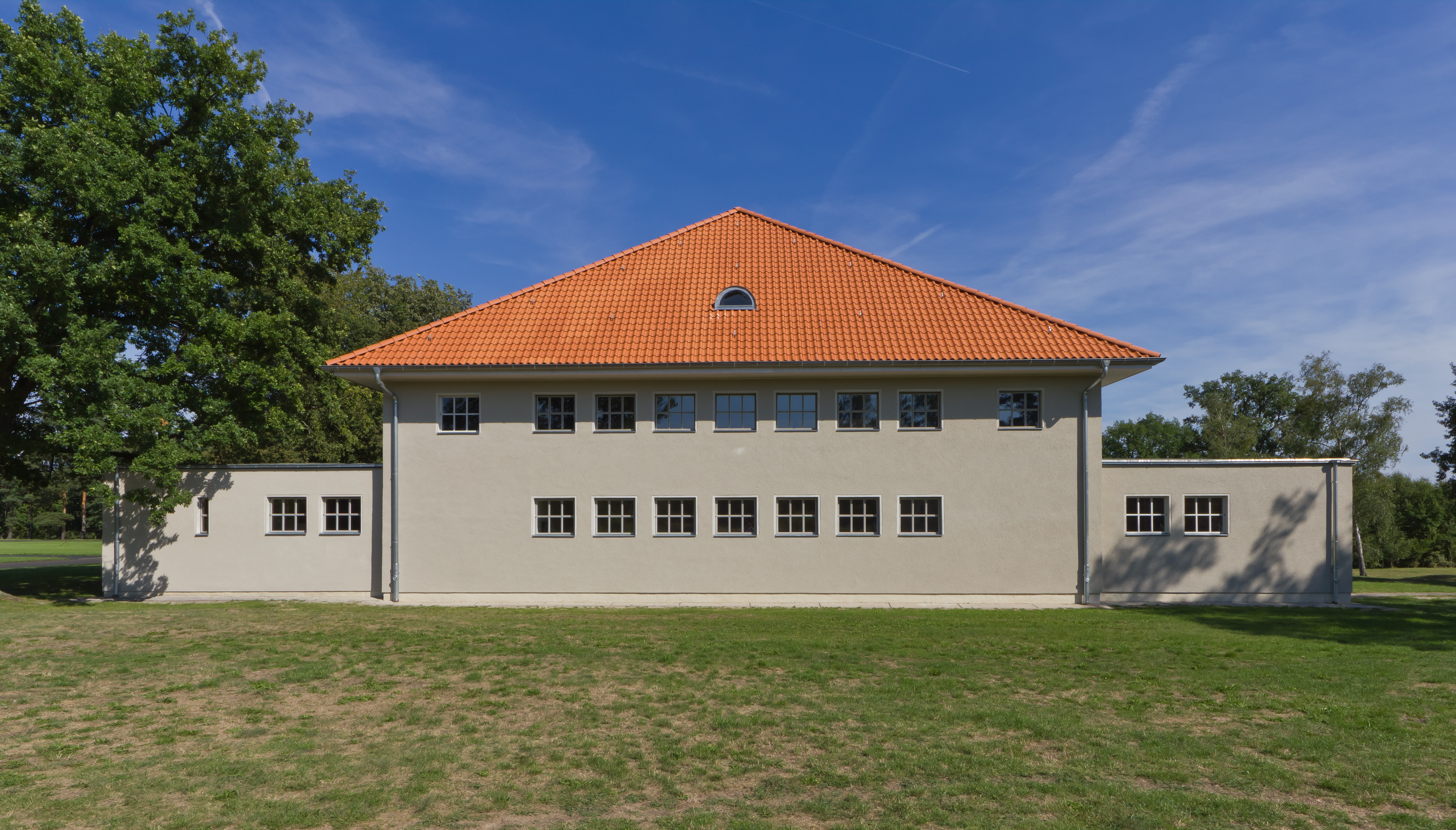
Олимпийская деревня в Вустермарке

Входит в состав района Хафельланд.   Занимает площадь 52,62 км².
В Вустермарке находится олимпийская деревня, возведённая в 1936 году к XI летним играм в Берлине.

## Население
| Год  | Население |
| ---- | --------- |
| 1990 | 4 350     |
| 1995 | 4 330     |
| 2000 | 6 643     |
| 2005 | 7 599     |
| 2010 | 7 878     |
| 2015 | 8 683     |
| 2020 | 9 928     |